# مرغ فلفلی
مرغ فلفلی یک غذای هند و چینی محبوب مرغ از میراث چینی هاکا است. در هند، این غذا ممکن است شامل نوع آماده‌سازی مرغ خشک باشد. اگرچه عمدتاً از مرغ بدون استخوان در این غذا استفاده می‌شود، اما برخی افراد از مرغ با استخوان نیز استفاده می‌کنند.

## دستور پخت
مرغ فلفل در انواع مختلفی با تفاوت در ادویه‌ها و چاشنی‌ها و همچنین انواع «سس» و «خشک» آن با تفاوت در مقدار سس یا رویه موجود است. سهم آسیای جنوبی این غذا در ادویه‌های مورد استفاده است، در حالی که سهم هاکا شامل طعم‌های شیرین و خوش طعم به همراه تکنیک‌های پخت چینی مورد استفاده در تهیه آن است.
دستور العمل‌های متعددی برای غذای به همین نام بسته به رستوران دار وجود دارد، از جمله:
- مرغ فلفل سبز.
- مرغ فلفلی تنگرای.
- مرغ فلفل چینی.
- مرغ فلفل بنگال.